# Zirkulares Depolarisationsverhältnis
Das zirkulare Depolarisationsverhältnis (englisch circular depolarization ratio, CDR) ist eine polarimetrische Radargröße und kennzeichnet bei einem Radar mit zirkularer Polarisation das logarithmische Verhältnis der Reflektivität {\displaystyle Z} in der Polarisationsebene mit gleichem Drehsinn zu den empfangenen Echosignalen mit entgegengesetztem Drehsinn. Es wird ähnlich dem linearen Depolarisationsverhältnis (LDR) zur Klassifizierung der georteten Objekte verwendet.
{\displaystyle \mathrm {CDR} =10\log \left({\frac {Z_{\parallel }}{Z_{\bot }}}\right)}

## Bemerkung
Man beachte, dass das CDR zum LDR invers definiert ist! Wegen des stärkeren Anteils des zirkular polarisierten Echosignals mit entgegengesetztem Drehsinn von einem Volumenziel aus Hydrometeoren (Regentropfen) hat das CDR meist einen Wert von kleiner als 1 (bzw. in Dezibel: einen negativen Wert). Wolken, Schnee und feiner Regen erzielen Werte von etwa −30 dB, starker Regen um −20 dB. Punktziele (Flugzeuge) haben einen CDR von etwa 0 dB.

## Einzelnachweis
1. ↑  Nikolai Dotzek: Radarmeteorologie. Teil 05 Polarimetrische Radargrößen (Seite nicht mehr abrufbar, festgestellt im Februar 2020. Suche in Webarchiven). Blockvorlesung, FU Berlin, 1.–5. März 2010, abgerufen am 17. Juli 2010.